# Кім Стаал
Кім Стаал (дан. Kim Staal; нар. 10 березня 1978, Герлев) — данський хокеїст, що грав на позиції крайнього нападника. Грав за збірну команду Данії.

## Ігрова кар'єра
Хокейну кар'єру розпочав 1996 року виступами за команду «Мальме» в Елітсерії.
1996 року був обраний на драфті НХЛ під 92-м загальним номером командою «Монреаль Канадієнс».
Згодом виступав за клуби МОДО, «Мілвокі Едміралс» та «Лінчепінг». 19 червня 2008 року підписав однорічну угоду з шведською командою ГВ-71. Сезон 2009–10 Кім провів знову в складі «Мальме Редгокс». Наступний сезон Стаал провів на батьківщині захищаючи кольори «Гернінг Блю-Фокс». влітку 2011 року перейшов до іншого данського клубу «Герлев Іглс».
Сезон 2013–14 провів у складі німецької команди «Стар Буллз Розенгайм». Влітку 2014 перебрався до Японії, де захищав кольори місцевого «Тохоку Фрі Блейдс». Завершив кар'єру в складі «Герлев Іглс» у 2019 році.
Виступав за збірну Данії, на головних турнірах світового хокею провів 68 матчів в її складі.

## Нагороди та досягнення
- Чемпіон Данії в складі «Гернінг Блю-Фокс» — 2011.

## Статистика

### Клубні виступи
| Сезон              | Клуб                   | Ліга               | Регулярний сезон | Регулярний сезон | Регулярний сезон | Регулярний сезон | Регулярний сезон | Плей-оф | Плей-оф | Плей-оф | Плей-оф | Плей-оф |
| Сезон              | Клуб                   | Ліга               | І                | Г                | П                | О                | ШХ               | І       | Г       | П       | О       | ШХ      |
| ------------------ | ---------------------- | ------------------ | ---------------- | ---------------- | ---------------- | ---------------- | ---------------- | ------- | ------- | ------- | ------- | ------- |
| 1996–97            | «Мальме»               | Елітсерія          | 4                | 0                | 1                | 1                | 2                | —       | —       | —       | —       | —       |
| 1997–98            | «Мальме»               | Елітсерія          | 13               | 0                | 1                | 1                | 2                | —       | —       | —       | —       | —       |
| 1998–99            | «Мальме»               | Елітсерія          | 48               | 1                | 5                | 6                | 14               | 4       | 0       | 0       | 0       | 0       |
| 1999–00            | «Мальме»               | Елітсерія          | 50               | 14               | 10               | 24               | 24               | —       | —       | —       | —       | —       |
| 2000–01            | «Мальме Редгокс»       | Елітсерія          | 48               | 16               | 15               | 31               | 32               | 9       | 4       | 2       | 6       | 4       |
| 2001–02            | МОДО                   | Елітсерія          | 49               | 14               | 23               | 37               | 16               | 12      | 3       | 7       | 10      | 2       |
| 2002–03            | МОДО                   | Елітсерія          | 14               | 4                | 5                | 9                | 4                | 6       | 1       | 0       | 1       | 0       |
| 2003–04            | «Мальме Редгокс»       | Елітсерія          | 45               | 15               | 8                | 23               | 14               | —       | —       | —       | —       | —       |
| 2004–05            | «Мальме Редгокс»       | Елітсерія          | 34               | 10               | 11               | 21               | 12               | —       | —       | —       | —       | —       |
| 2006–07            | «Мілвокі Едміралс»     | АХЛ                | 64               | 13               | 12               | 25               | 34               | 4       | 0       | 1       | 1       | 2       |
| 2007–08            | «Лінчепінг»            | Елітсерія          | 51               | 12               | 8                | 20               | 30               | 16      | 5       | 5       | 10      | 4       |
| 2008–09            | ГВ-71                  | Елітсерія          | 8                | 1                | 5                | 6                | 0                | 18      | 2       | 4       | 6       | 10      |
| 2009–10            | «Мальме Редгокс»       | Елітсерія          | 36               | 14               | 12               | 26               | 22               | 5       | 4       | 0       | 4       | 6       |
| 2010–11            | «Гернінг Блю-Фокс»     | Суперліга          | 4                | 5                | 4                | 9                | 0                | 12      | 4       | 4       | 8       | 12      |
| 2011–12            | «Герлев Горнетс»       | Суперліга          | 35               | 16               | 18               | 34               | 40               | 4       | 2       | 3       | 5       | 2       |
| 2012–13            | «Герлев Горнетс»       | Суперліга          | 26               | 15               | 18               | 33               | 16               | 4       | 1       | 2       | 3       | 2       |
| 2013–14            | «Стар Буллз Розенгайм» | DEL2               | 36               | 17               | 24               | 41               | 32               | 11      | 8       | 4       | 12      | 6       |
| 2014–15            | «Тохоку Фрі Блейдс»    | Азійська ліга      | 46               | 37               | 33               | 70               | 40               | 7       | 5       | 8       | 13      | 4       |
| 2015–16            | «Тохоку Фрі Блейдс»    | Азійська ліга      | 35               | 18               | 28               | 46               | 32               | 5       | 1       | 1       | 2       | 2       |
| 2016–17            | «Герлев Іглс»          | Метал Ліген        | 28               | 12               | 7                | 19               | 81               | -       | -       | -       | -       | -       |
| 2017–18            | «Герлев Іглс»          | Метал Ліген        | 41               | 12               | 10               | 22               | 80               | 4       | 0       | 1       | 1       | 0       |
| 2018–19            | «Герлев Іглс»          | Метал Ліген        | 37               | 4                | 7                | 11               | 8                | 2       | 0       | 0       | 0       | 0       |
| Усього в Елітсерії | Усього в Елітсерії     | Усього в Елітсерії | 400              | 101              | 104              | 205              | 171              | 70      | 19      | 18      | 37      | 26      |
| Усього в АХЛ       | Усього в АХЛ           | Усього в АХЛ       | 64               | 13               | 12               | 25               | 34               | 4       | 0       | 1       | 1       | 2       |

### Збірна
| Рік                | Команда            | Турнір             | І  | Г  | П  | О  | ШХ |
| ------------------ | ------------------ | ------------------ | -- | -- | -- | -- | -- |
| 2003               | Данія              | ЧС                 | 5  | 2  | 3  | 5  | 6  |
| 2004               | Данія              | ЧС                 | 6  | 3  | 1  | 4  | 4  |
| 2005               | Данія              | ЧС                 | 1  | 0  | 0  | 0  | 0  |
| 2006               | Данія              | ЧС                 | 6  | 5  | 1  | 6  | 2  |
| 2007               | Данія              | ЧС                 | 5  | 2  | 3  | 5  | 2  |
| 2008               | Данія              | ЧС                 | 6  | 4  | 2  | 6  | 2  |
| 2009               | Данія              | ЧС                 | 6  | 1  | 0  | 1  | 2  |
| 2010               | Данія              | ЧС                 | 7  | 0  | 1  | 1  | 2  |
| 2011               | Данія              | ЧС                 | 6  | 0  | 0  | 0  | 0  |
| 2013               | Данія              | ЧС                 | 7  | 1  | 4  | 5  | 0  |
| 2014               | Данія              | ЧС                 | 7  | 2  | 3  | 5  | 2  |
| 2015               | Данія              | ЧС                 | 6  | 0  | 0  | 0  | 2  |
| Національна збірна | Національна збірна | Національна збірна | 68 | 20 | 18 | 38 | 24 |